# Sportverein Stuttgarter Kickers 1977-1978
Questa voce raccoglie le informazioni riguardanti lo Sportverein Stuttgarter Kickers nelle competizioni ufficiali della stagione 1977-1978.

## Stagione
Nella stagione 1977-1978 il Stuttgarter Kickers, allenato da Hans Cieslarczyk, concluse il campionato di 2. Bundesliga al 10º posto. In Coppa di Germania il Stuttgarter Kickers fu eliminato al secondo turno dall'Eintracht Braunschweig.

## Rosa
| N. |                     | Ruolo | Calciatore         |
| -- | ------------------- | ----- | ------------------ |
|    | Germania (bandiera) | P     | Rolf Gerstenlauer  |
|    | Germania (bandiera) | P     | Rainer Kuppinger   |
|    | Germania (bandiera) | D     | Dieter Dollmann    |
|    | Germania (bandiera) | D     | Joachim Kühn       |
|    | Germania (bandiera) | D     | Dieter Renner      |
|    | Germania (bandiera) | D     | Horst Schairer     |
|    | Germania (bandiera) | D     | Frieder Schömezler |
|    | Germania (bandiera) | D     | Harald Seiffer     |
|    | Germania (bandiera) | D     | Peter Stichler     |
|    | Germania (bandiera) | D     | Hans-Jürgen Voise  |
|    | Germania (bandiera) | C     | Friedrich Goll     |

| N. |                     | Ruolo | Calciatore         |
| -- | ------------------- | ----- | ------------------ |
|    | Germania (bandiera) | C     | Wolfgang Holoch    |
|    | Germania (bandiera) | C     | Eckehard Müller    |
|    | Germania (bandiera) | C     | Josef Saile        |
|    | Germania (bandiera) | C     | Karl-Heinz Schroff |
|    | Germania (bandiera) | C     | Franz-Josef Toth   |
|    | Germania (bandiera) | A     | Karl Allgöwer      |
|    | Germania (bandiera) | A     | Horst Haug         |
|    | Germania (bandiera) | A     | Bernd Hoffmann     |
|    | Germania (bandiera) | A     | Joachim Kehl       |
|    | Germania (bandiera) | A     | Werner Weist       |

## Organigramma societario
Area tecnica
- Allenatore: Hans Cieslarczyk
- Allenatore in seconda:
- Preparatore dei portieri:
- Preparatori atletici:

## Calciomercato

### Sessione estiva
| Acquisti | Acquisti      | Acquisti     | Acquisti |
| R.       | Nome          | da           | Modalità |
| -------- | ------------- | ------------ | -------- |
| A        | Karl Allgöwer | Geislingen   |          |
| A        | Werner Weist  | Werder Brema |          |

| Cessioni | Cessioni      | Cessioni  | Cessioni |
| R.       | Nome          | a         | Modalità |
| -------- | ------------- | --------- | -------- |
| A        | Walter Kelsch | Stoccarda |          |

### Sessione invernale
| Acquisti | Acquisti | Acquisti | Acquisti |
| R.       | Nome     | da       | Modalità |
| -------- | -------- | -------- | -------- |

| Cessioni | Cessioni | Cessioni | Cessioni |
| R.       | Nome     | a        | Modalità |
| -------- | -------- | -------- | -------- |

## Risultati

### 2. Bundesliga

#### Girone di andata
| Arbitro: | Kipper |

|                                |           |                            |
| Stempfle 10’ Renner 27’ (aut.) | Marcatori | 17’, 55’ Kehl 89’ Allgöwer |

| Arbitro: | Hontheim |

|  |           |               |
|  | Marcatori | 29’ Pankotsch |

| Arbitro: | Scheffner |

|                                         |           |                                |
| Reichel 11’ Grawunder 59’ Deterding 70’ | Marcatori | 10’ Stichler 17’, 37’ Hoffmann |

| Arbitro: | Luca |

|              |           |  |
| Dollmann 12’ | Marcatori |  |

| Arbitro: | Dreher |

|                        |           |                          |
| Steiner 67’ Hester 76’ | Marcatori | 5’ Allgöwer 38’ Dollmann |

| Arbitro: | Messmer |

|                                            |           |                                |
| Renner 62’ Stocker 67’ (aut.) Allgöwer 73’ | Marcatori | 3’, 35’ Susser 74’ Lieberwirth |

| Arbitro: | Ross |

|                             |           |  |
| Günther 22’, 89’ Berger 63’ | Marcatori |  |

| Arbitro: | Wohlfarth |

|                                      |           |                |
| Weist 22’ Müller 58’ (rig.) Kühn 82’ | Marcatori | 31’ Borngräber |

| Arbitro: | Kuhn |

|                                                            |           |  |
| Bitz 23’, 45’, 49’ Blechschmidt 47’, 51’ Schonert 54’, 75’ | Marcatori |  |

| Arbitro: | Möckel |

|                                           |           |             |
| Hoffmann 70’, 90’ Allgöwer 75’ Müller 77’ | Marcatori | 14’ Posniak |

| Arbitro: | Schmoock |

|                     |           |                                |
| Rudloff 2’ Braun 9’ | Marcatori | 44’ (rig.) Müller 57’ Hoffmann |

| Arbitro: | Schumann |

|                       |           |  |
| Kehl 55’ Allgöwer 83’ | Marcatori |  |

| Arbitro: | Dahler |

|          |           |  |
| Haug 13’ | Marcatori |  |

| Arbitro: | Kinzinger |

|                                             |           |              |
| Brendel 8’ Sommerer 17’, 53’, 60’ Brand 64’ | Marcatori | 88’ Allgöwer |

| Arbitro: | Dilg |

|                              |           |            |
| Hoffmann 38’ Haug 42’ (rig.) | Marcatori | 78’ Jordan |

| Arbitro: | Brückner |

|                                               |           |              |
| Rütten 18’ Unger 30’ Heinlein 78’ Heubeck 90’ | Marcatori | 59’ Hoffmann |

| Arbitro: | Michel |

|                           |           |                    |
| Allgöwer 40’ Hoffmann 90’ | Marcatori | 5’ Widmann 20’ Hug |

| Arbitro: | Clajus |

|                                    |           |                                             |
| Scheifler 1’ Scholz 41’ Werner 84’ | Marcatori | 12’ Dollmann 27’ Allgöwer 29’, 64’ Hoffmann |

| Arbitro: | Ferro |

|          |           |                                     |
| Toth 36’ | Marcatori | 19’, 34’, 55’ Drexler 37’ Cestonaro |

#### Girone di ritorno
| Arbitro: | Wohlfarth |

|                |           |               |
| Saile 15’, 28’ | Marcatori | 64’ Schneider |

| Arbitro: | Nützel |

|  |           |                       |
|  | Marcatori | 61’ Stichler 90’ Haug |

| Arbitro: | Kipper |

|                                     |           |          |
| Renner 9’ Dollmann 24’ Stichler 52’ | Marcatori | 62’ Ganz |

| Arbitro: | Dölfel |

|                 |           |            |
| Seubert 2’, 12’ | Marcatori | 88’ Renner |

| Arbitro: | Frickel |

|              |           |          |
| Stichler 76’ | Marcatori | 64’ Harm |

| Arbitro: | Dilg |

|                                                    |           |           |
| Walitza 13’ (rig.) Täuber 50’, 85’ Lieberwirth 53’ | Marcatori | 49’ Saile |

| Arbitro: | Drescher |

|           |           |            |
| Saile 82’ | Marcatori | 41’ Krauth |

| Arbitro: | Engel |

|             |           |          |
| Schmitt 70’ | Marcatori | 66’ Kühn |

| Arbitro: | Linn |

|                        |           |                    |
| Saile 10’ Allgöwer 63’ | Marcatori | 6’ Lasch 8’ Seiler |

| Arbitro: | Möckel |

|                            |           |              |
| Posniak 10’, 79’ Klein 90’ | Marcatori | 38’ Allgöwer |

| Arbitro: | Dreher |

|                            |           |  |
| Hoffmann 22’ Kühn 75’, 78’ | Marcatori |  |

| Arbitro: | Brückner |

|                     |           |              |
| Fichtner 27’ (rig.) | Marcatori | 54’ Hoffmann |

| Arbitro: | Dreher |

|             |           |  |
| Riemann 54’ | Marcatori |  |

| Arbitro: | Luca |

|                                                     |           |  |
| Haug 56’ Saile 62’ Kühn 69’ Gerstenlauer 89’ (rig.) | Marcatori |  |

| Arbitro: | Ross |

|  |           |              |
|  | Marcatori | 70’ Stichler |

| Arbitro: | Kinzinger |

|  |           |                                                       |
|  | Marcatori | 18’ (aut.) Schömezler 62’ Pankotsch 64’, 75’ Heinlein |

| Arbitro: | Michel |

|             |           |  |
| Mießmer 18’ | Marcatori |  |

| Arbitro: | Niebergall |

|                              |           |                        |
| Kühn 25’ Dewinski 47’ (aut.) | Marcatori | 15’ Kejwal 86’ Markert |

| Arbitro: | Dellwing |

|                         |           |                           |
| Cestonaro 54’ Weber 84’ | Marcatori | 11’ Allgöwer 68’ Dollmann |

### Coppa di Germania
| Arbitro: | Brückner |

|  |           |                |
|  | Marcatori | 60’ Schömezler |

| Arbitro: | Wichmann |

|                            |           |              |
| Dremmler 4’, 36’ Frank 80’ | Marcatori | 86’ Allgöwer |

## Statistiche

### Statistiche di squadra
| Competizione      | Punti | In casa | In casa | In casa | In casa | In casa | In casa | In trasferta | In trasferta | In trasferta | In trasferta | In trasferta | In trasferta | Totale | Totale | Totale | Totale | Totale | Totale | DR |
| Competizione      | Punti | G       | V       | N       | P       | Gf      | Gs      | G            | V            | N            | P            | Gf           | Gs           | G      | V      | N      | P      | Gf     | Gs     | DR |
| ----------------- | ----- | ------- | ------- | ------- | ------- | ------- | ------- | ------------ | ------------ | ------------ | ------------ | ------------ | ------------ | ------ | ------ | ------ | ------ | ------ | ------ | -- |
| 2. Bundesliga     | 40    | 19      | 10      | 6       | 3       | 37      | 25      | 19           | 4            | 6            | 9            | 26           | 46           | 38     | 14     | 12     | 12     | 63     | 71     | -8 |
| Coppa di Germania | -     | 0       | 0       | 0       | 0       | 0       | 0       | 2            | 1            | 0            | 1            | 2            | 3            | 2      | 1      | 0      | 1      | 2      | 3      | -1 |
| Totale            | 40    | 19      | 10      | 6       | 3       | 37      | 25      | 21           | 5            | 6            | 10           | 28           | 49           | 40     | 15     | 12     | 13     | 65     | 74     | -9 |

### Andamento in campionato
| Giornata  | 1 | 2  | 3  | 4 | 5  | 6  | 7  | 8  | 9  | 10 | 11 | 12 | 13 | 14 | 15 | 16 | 17 | 18 | 19 | 20 | 21 | 22 | 23 | 24 | 25 | 26 | 27 | 28 | 29 | 30 | 31 | 32 | 33 | 34 | 35 | 36 | 37 | 38 |
| --------- | - | -- | -- | - | -- | -- | -- | -- | -- | -- | -- | -- | -- | -- | -- | -- | -- | -- | -- | -- | -- | -- | -- | -- | -- | -- | -- | -- | -- | -- | -- | -- | -- | -- | -- | -- | -- | -- |
| Luogo     | T | C  | T  | C | T  | C  | T  | C  | T  | C  | T  | C  | C  | T  | C  | T  | C  | T  | C  | C  | T  | C  | T  | C  | T  | C  | T  | C  | T  | C  | T  | T  | C  | T  | C  | T  | C  | T  |
| Risultato | V | P  | N  | V | N  | N  | P  | V  | P  | V  | N  | V  | V  | P  | V  | P  | N  | V  | P  | V  | V  | V  | P  | N  | P  | N  | N  | N  | P  | V  | N  | P  | V  | V  | P  | P  | N  | N  |
| Posizione | 7 | 10 | 12 | 9 | 11 | 11 | 12 | 10 | 13 | 9  | 10 | 7  | 7  | 8  | 7  | 8  | 8  | 7  | 8  | 8  | 7  | 6  | 8  | 8  | 8  | 9  | 8  | 9  | 10 | 9  | 9  | 9  | 9  | 9  | 10 | 10 | 10 | 10 |

Legenda:

Luogo: C = Casa; T = Trasferta. Risultato: V = Vittoria; N = Pareggio; P = Sconfitta.

### Statistiche dei giocatori
| Giocatore       | 2. Bundesliga | 2. Bundesliga | 2. Bundesliga | 2. Bundesliga | Coppa di Germania | Coppa di Germania | Coppa di Germania | Coppa di Germania | Totale   | Totale | Totale      | Totale     |
| Giocatore       | Presenze      | Reti          | Ammonizioni   | Espulsioni    | Presenze          | Reti              | Ammonizioni       | Espulsioni        | Presenze | Reti   | Ammonizioni | Espulsioni |
| --------------- | ------------- | ------------- | ------------- | ------------- | ----------------- | ----------------- | ----------------- | ----------------- | -------- | ------ | ----------- | ---------- |
| K. Allgöwer     | 38            | 11            | 2             | 0             | 2                 | 1                 | 0                 | 0                 | 40       | 12     | 2           | 0          |
| D. Dollmann     | 34            | 5             | 3             | 0             | 2                 | 0                 | 2                 | 0                 | 36       | 5      | 5           | 0          |
| R. Gerstenlauer | 38            | 1             | 2             | 0             | 2                 | 0                 | 0                 | 0                 | 40       | 1      | 2           | 0          |
| F. Goll         | 20            | 0             | 0             | 0             | 2                 | 0                 | 0                 | 0                 | 22       | 0      | 0           | 0          |
| H. Haug         | 28            | 4             | 3             | 0             | 0                 | 0                 | 0                 | 0                 | 28       | 4      | 3           | 0          |
| B. Hoffmann     | 32            | 12            | 1             | 0             | 2                 | 0                 | 0                 | 0                 | 34       | 12     | 1           | 0          |
| W. Holoch       | 4             | 0             | 0             | 0             | 0                 | 0                 | 0                 | 0                 | 4        | 0      | 0           | 0          |
| J. Kehl         | 32            | 3             | 1             | 0             | 1                 | 0                 | 0                 | 0                 | 33       | 3      | 1           | 0          |
| R. Kuppinger    | 0             | 0             | 0             | 0             | 0                 | 0                 | 0                 | 0                 | 0        | 0      | 0           | 0          |
| J. Kühn         | 28            | 6             | 1             | 0             | 2                 | 0                 | 0                 | 0                 | 30       | 6      | 1           | 0          |
| E. Müller       | 36            | 3             | 4             | 0             | 2                 | 0                 | 0                 | 0                 | 38       | 3      | 4           | 0          |
| D. Renner       | 37            | 3             | 6             | 0             | 2                 | 0                 | 0                 | 0                 | 39       | 3      | 6           | 0          |
| J. Saile        | 23            | 6             | 1             | 0             | 2                 | 0                 | 0                 | 0                 | 25       | 6      | 1           | 0          |
| H. Schairer     | 21            | 0             | 2             | 0             | 1                 | 0                 | 0                 | 0                 | 22       | 0      | 2           | 0          |
| K. Schroff      | 4             | 0             | 0             | 0             | 0                 | 0                 | 0                 | 0                 | 4        | 0      | 0           | 0          |
| F. Schömezler   | 31            | 0             | 0             | 0             | 2                 | 1                 | 0                 | 0                 | 33       | 1      | 0           | 0          |
| H. Seiffer      | 1             | 0             | 0             | 0             | 0                 | 0                 | 0                 | 0                 | 1        | 0      | 0           | 0          |
| P. Stichler     | 37            | 5             | 7             | 0             | 2                 | 0                 | 0                 | 0                 | 39       | 5      | 7           | 0          |
| F. Toth         | 19            | 1             | 2             | 0             | 1                 | 0                 | 0                 | 0                 | 20       | 1      | 2           | 0          |
| H. Voise        | 1             | 0             | 0             | 0             | 0                 | 0                 | 0                 | 0                 | 1        | 0      | 0           | 0          |
| W. Weist        | 10            | 1             | 0             | 0             | 0                 | 0                 | 0                 | 0                 | 10       | 1      | 0           | 0          |